# Galaxia del Cigarro
La galaxia del Cigarro (también conocida como Galaxia Irregular M82, Messier 82, M82 o NGC 3034) es una galaxia irregular alargada y estrecha en la constelación de la Osa Mayor. Es el prototipo de galaxia con brote estelar, estando caracterizada por una elevada tasa de formación estelar en su centro, causada según parece por una interacción gravitatoria hace entre doscientos y quinientos millones de años con la primaria galaxia de Bode.

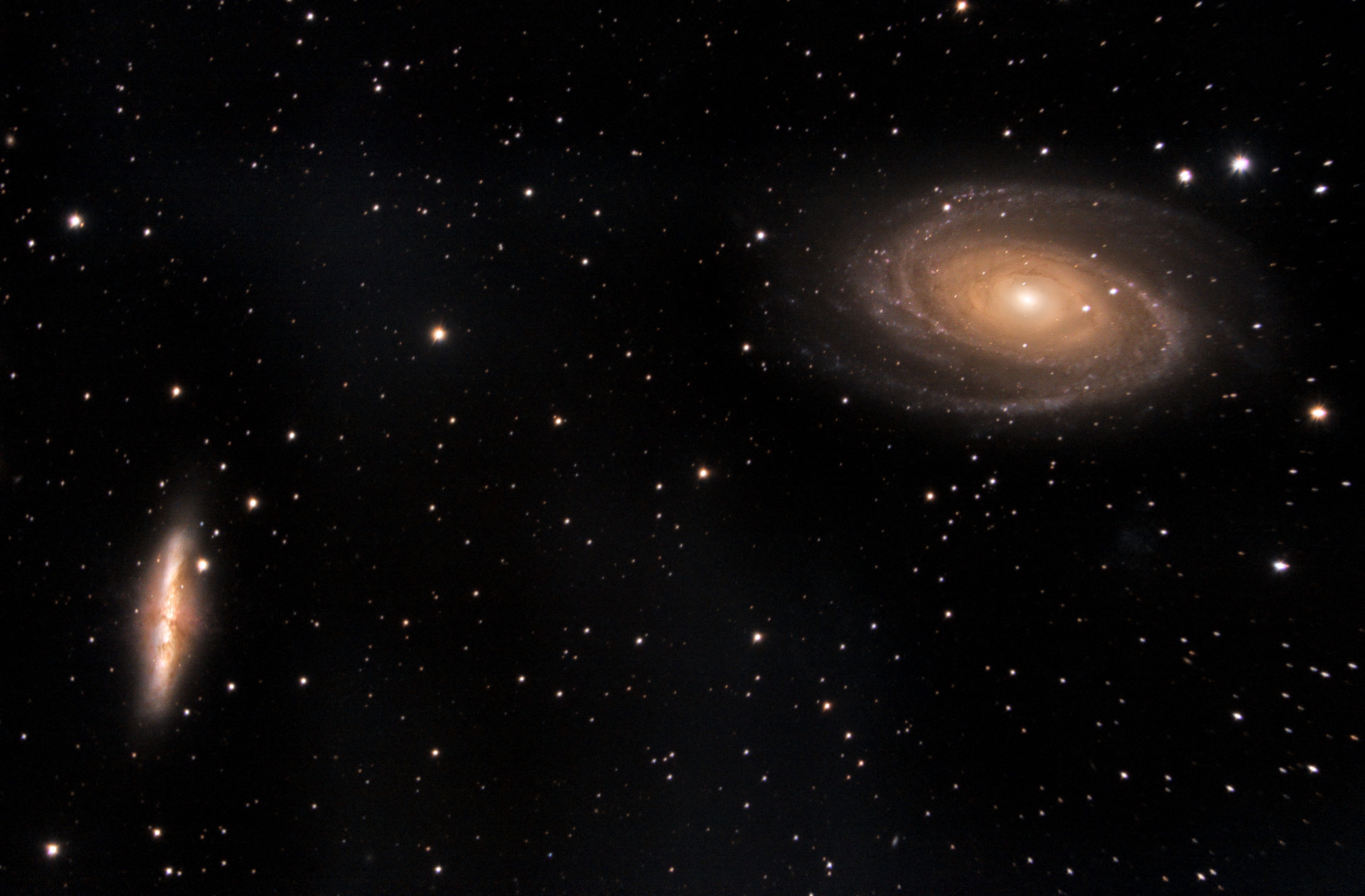
M81 y M82.

Ese brote estelar duró 50 millones de años, con una tasa de formación estelar de 10 masas solares por año, y fue seguido por otros dos, el último de ellos ocurrido hace entre 4 y 6 millones de años y que parece haber formado los cúmulos del núcleo. Estudios realizados con el telescopio espacial Hubble muestran la presencia de 197 cúmulos estelares allí, con una masa media de 2 ∙ 105 masas solares.
La región donde se concentra la formación estelar tiene un tamaño de 500 pársecs, y son visibles en ella cuatro regiones brillantes conocidas cómo A, B, C y D, las cuales son interpretadas cómo supercúmulos estelares que sufren relativamente poca extinción debido al polvo interestelar. La frecuencia de supernovas allí es de una cada 10 años. Las producidas en las regiones A y C parecen ser las responsables de los chorros de materia expulsados al espacio intergaláctico visibles en la fotografía.
El Observatorio de rayos X Chandra detectó emisiones de rayos X fluctuando en la zona, aproximadamente a 600 años luz del centro del objeto. Los astrónomos postularon que podría contener el primer agujero negro de masa mediana conocido, en torno a 500 masas solares. Asimismo, es posible que exista un agujero negro en su centro con 30 millones de veces la masa del Sol.
Estudios llevados a cabo en 2005 por un grupo de astrónomos mexicanos muestran que podría tratarse de una galaxia espiral barrada de tipo tardío y baja masa vista casi de canto, siendo que las distorsiones gravitacionales y las regiones de polvo hacen que presente una morfología irregular.
Desde entonces, se ha continuado la investigación analizando en detalle el resto de la galaxia, ya no solo su brote estelar central. Llegándose a la conclusión de que una gran parte de las estrellas de su disco nacieron en un gran brote estelar hace 500 millones de años, habiéndose deteniendo la formación estelar allí hace 100 millones de años y dejando cómo prueba de tal brote un gran número de super cúmulos estelares. En la actualidad, el único lugar de la galaxia dónde siguen naciendo estrellas es en su centro y quizás en su halo galáctico, aunque a una escala muy lenta. Todo ello sugiere un escenario según el cual la galaxia del Cigarro era una galaxia de bajo brillo superficial que sufrió el potente brote estelar mencionado que formó gran parte de las estrellas de su disco.